# Les Expertes
Les Expertes est un ensemble d'annuaires web français qui vise à améliorer la visibilité des femmes dans l’espace public et dans les médias. 

## Histoire
Partant du rapport fait en 2014 par le Conseil supérieur de l'audiovisuel qui indique que sur les plateaux, 20 % des intervenants sont des femmes le projet consiste en plusieurs bases de données de femmes chercheuses, cheffes d’entreprises, présidentes d’associations ou responsables d’institutions.
Le site initial, devenu Les expertes France, a été construit sous l'impulsion de Radio France, de France Télévisions et du groupe Egaé, agence de formation et de conseil spécialiste des inégalités homme-femme dirigé par Caroline de Haas. Il a depuis évolué en plusieurs variantes, nationales et thématiques. 
Le projet fait suite aux trois éditions papier annuelles du Guide des expertes publié de 2012 à 2014 par Marie-Françoise Colombani et Chékéba Hachemi. 

## Internationalisation
En 2017, le projet se structure pour distinguer le site Expertes francophones, séparément des Expertes France, avec le soutien de l’Organisation internationale de la Francophonie. En 2018, des déclinaisons en Tunisie et en Algérie sont lancés en partenariat avec des associations nationales et avec le soutien de l’Ambassade de France en Tunisie et de l’Ambassade de France en Algérie. Une déclinaison camerounaise devait également voir le jour, mais n'a pas abouti.

## Déclinaisons régionales
En 2024, une version bretonne est lancée.